# Mahendra Bir Bikram Shah

Mahendra Bir Bikram Shah Dev (en népalais : महेन्द्र वीर विक्रम शाह), né le 11 juin 1920 à Katmandou et mort le 31 janvier 1972 à Bhâratpur, est roi du Népal de 1955 à 1972.

## Biographie

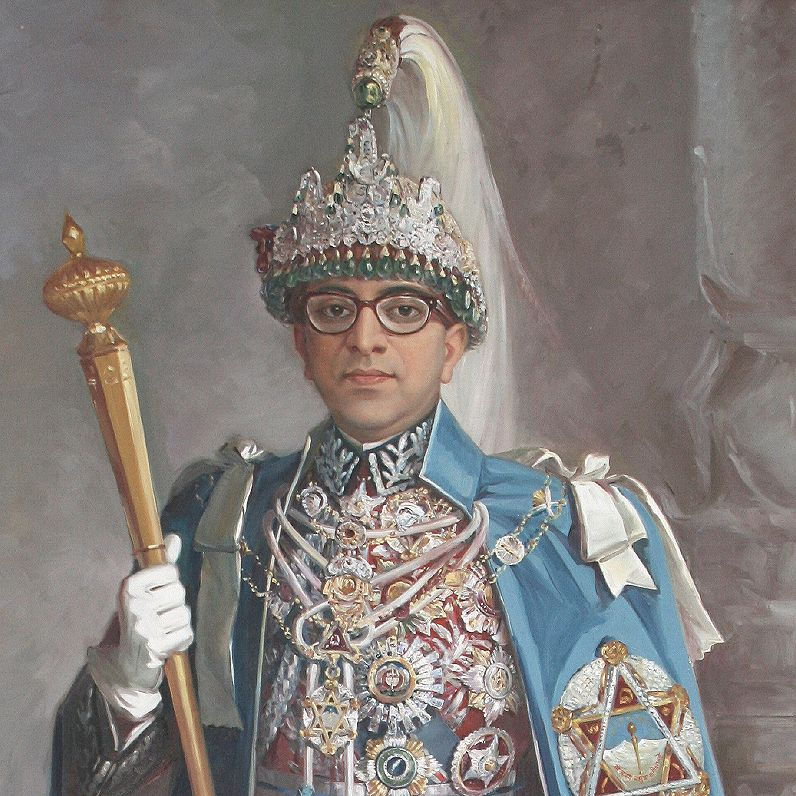
Mahendra Bir Bikram Shah.

En 1955, il succède à son père, Tribhuvan Shah, qui avait mis fin à l'hégémonie que la famille Rânâ avait sur le pouvoir depuis 150 ans. À la différence de son père, Mahendra n'est pas un ardent défenseur de la démocratie parlementaire et il interdit tout parti d'opposition dans les années 1960. À sa mort en 1972, son fils aîné Birendra lui succède.
Son autre fils, Gyanendra, est roi pendant quelques mois pendant son enfance, de 1950 à 1951, quand Tribhuvan, Mahendra et Birendra fuient le pays pour échapper à la famille Rânâ. Cinquante ans plus tard, Gyanendra redevient roi, lorsque son frère Birendra est assassiné en 2001.

## Hommages
Son nom a été donné au campus universitaire Mahendra Multiple Campus, à Dharan.